# Marcel Roncayolo
Marcel Roncayolo est un urbaniste et géographe français né le 24 mars 1926 à Marseille et mort le 13 octobre 2018 à Paris. 

## Biographie

### Jeunesse et études
Marcel Roncayolo effectue ses études secondaires au lycée Saint-Charles de Marseille, puis au lycée Thiers, et enfin au lycée Louis-le-Grand. 
Ancien élève de l'École normale supérieure (promotion 1946), il passe l'agrégation de géographie en 1950.

### Parcours professionnel
De 1950 à 1952, Marcel Roncayolo enseigne au lycée Saint-Charles, à Marseille. Il est élu en 1965 directeur d'études à la VIe section de l'École pratique des Hautes Études (qui deviendra l''EHESS en 1975), sur une direction d'études consacrée aux études urbaines, intitulée "Histoire sociale de l'urbanisme et de l'aménagement du territoire, XIXe – XXe siècle)". Dans les années 1970, il anime un séminaire commun avec Louis Bergeron, élu directeur d'études en 1970 sur une chaire intitulée "Capitalisme et société en Europe occidentale, XVIIIe – XXe siècles". 
De 1978 à 1988, il est  directeur adjoint de l'École normale supérieure (rue d'Ulm). Il y instaure un recrutement valorisant les sciences sociales, avec un concours dénommé d'abord S (les mathématiques remplaçant l'épreuve de latin obligatoire) puis  B/L (avec une part importante d'épreuves de sciences sociales). Il participe au même moment à la création de l'agrégation de sciences sociales pour l'enseignement secondaire. À l'ENS, il crée également le laboratoire de sciences sociales et y anime le séminaire "Territoires" qui regroupe pendant plusieurs années une quinzaine de chercheurs venant de l'ensemble des sciences humaines et sociales (histoire, géographie, sociologie, ethnologie, études littéraires). Docteur d'État en 1981, il est nommé  professeur de géographie à l'université Paris X - Nanterre.
Il a fortement marqué la géographie urbaine française. Il a dirigé de 1991 à 1994 l'Institut d'urbanisme de Paris. En 2012, le jury du Grand Prix de l'urbanisme a tenu à lui rendre hommage pour l'ensemble de son œuvre.

## Apports
Spécialiste de la ville de Marseille, dont il a fait pendant de longues années son laboratoire, il a introduit en France, de manière critique, les principales théories anglo-saxonnes et européennes de la ville, faisant la synthèse des grandes écoles d'urbanisme et de géographie urbaine du XXe siècle.
Ardent défenseur et praticien au quotidien de l'interdisciplinarité, il a tenu pendant de longues années un séminaire commun avec Louis Bergeron, directeur d'études à l'EHESS, autour de la formation et des dynamiques de la ville industrielle. Il crée en 1981 le séminaire « Territoires » qui regroupait des enseignants et de jeunes chercheurs de l'École normale supérieure (Philippe Boutry, Hervé Théry, Daniel Nordman, Christian Jacob, Frank Lestringant, Florence Weber, Jacques Brun, Jean Boutier, Jean-Claude Chamboredon, Jean-Louis Fabiani...), au sein du tout récent Laboratoire de sciences sociales. En sortirent deux volumes de contributions et de réflexions, qui ont circulé sous forme de littérature grise, mais n'en constituent pas moins des éléments importants dans l'élaboration d'une réflexion interdisciplinaire sur la territorialité. Ces contributions ont été finalement réunies en un volume édité en 2016 par Marie-Vic Ozouf Marignier (cf. bibliographie).
Dans ses études de la question urbaine, Marcel Roncayolo intègre souvent les apports de la démarche historique, ce qui explique ses collaborations importantes avec des historiens spécialistes de la ville. Il entend en effet montrer que les évolutions et les aménagements urbains ne dépendent pas seulement du marché ou de la politique municipale mais de facteurs multiples qui doivent être pris en considération dans leur épaisseur temporelle.

« La légitimité du tracé a priori du département est moins importante que la légitimité acquise. »

En ce sens, il met en pratique une forme de géographie historique, suivant la voie de Roger Dion, dont il a d'ailleurs préfacé la réédition de L'Histoire de la vigne et du vin en France en 1991.
Pour lui, l'urbanisation est avant tout un phénomène culturel, il affirme ainsi dans son célèbre ouvrage que si un humain sur deux vit dans une ville, tous les humains sont des urbains d'un point de vue culturel. Il développe dans sa thèse d'État en 1981 (publiée seulement en 1996 sous le titre Les grammaires d'une ville. Essai sur la genèse des structures urbaines de Marseille) l'idée d'une géographie culturelle, ce qui constitue une innovation qu'il n'a pas véritablement assumée par la suite, sauf dans son essai L'imaginaire de Marseille, qui est resté peu lu et mal compris.

## Ouvrages
- Géographie électorale des Bouches-du-Rhône sous la IVe République (avec Antoine Olivesi), Paris, A. Colin, 1961
- Les grandes villes françaises, Marseille, Paris, La Documentation française, 1963
- Nos contemporains, collection Le Monde et son histoire, Paris, Bordas, tome 9, La Guerre et la révolution, les illusions de la paix et de la prospérité, la crise du capitalisme et du monde libéral, les fascismes, construction de l'U.R.S.S. et éveil des nationalismes hors d'Europe,      l'ébranlement d'un monde, 1968 ; tome 10, 1. Puissance et effondrement      des fascismes, la formation des blocs, le second vingtième siècle, économies et sociétés, 1971; 2, Guerre et paix à l'âge atomique, civilisation industrielle en Amérique du Nord, Europe et Union Soviétique,      la lutte pour le développement et l'indépendance: Asie, Afrique, Amérique latine, 1972 ; rééd., Histoire du monde contemporain, 1. De 1914 à 1939 ; 2. De 1939 à nos jours, Paris ; Bruxelles ; Montréal,  Bordas, 1973, 3 vol.; rééd. Paris, R. Laffont, 1985; rééd. Le monde et son histoire, III, Les révolutions européennes et le partage du monde, le monde contemporain (avec Louis Bergeron) ; IV, Le monde contemporain de la Seconde guerre mondiale à nos jours, Paris, Le Grand Livre du Mois, 1997
- La ville et ses territoires, Paris, Gallimard Folio, 1990 (reprise d'articles publiées dans Enciclopedia, Turin, Giulio Einaudi Editore, 1978 et 1988 ; édition complétée).
- L'imaginaire de Marseille : port, ville, pôle, Marseille, Chambre de commerce et d'industrie de Marseille, 1990 ; rééd. ENS Editions, coll. « Bibliothèque idéale des sciences sociales », 2014, disponible en ligne : http://books.openedition.org/enseditions/370.
- Villes et civilisation urbaine : XVIIIe – XXe siècle, sous la dir. de Marcel Roncayolo et Thierry Paquot, Paris, Larousse, 1992
- Les grammaires d'une ville. Essai sur la genèse des structures urbaines à Marseille, éd. de l'École des Hautes Études en Sciences Sociales, 1996.
- Marseille : les territoires du temps, Paris, Éd. locales de France, 1996.
- Martigues : regards sur un territoire méditerranéen, Marseille, Parenthèses, 1999 (en collaboration avec Jean-Charles Blais).
- « L'aménagement du territoire (XVIIIe – XXe siècle) », dans André Burguière, Jacques Revel (dir.), Histoire de la France. L'espace français, Paris, Seuil, 1989 ; rééd. Points Seuil 2000, p. 365-554.
- Histoire de la France urbaine : La ville aujourd'hui - Mutations urbaines, décentralisation et crise du citadin, Poche, 2001.
- Lectures de villes : Formes et temps, Marseille, Parenthèses, 2002 (préface de Louis Bergeron).
- De la ville et du citadin, 2003, avec Jacques Lévy, Olivier Mongin et Thierry Paquot.
- Territoires en partage : Nanterre, Seine-Arche : en recherche d’identité(s), Marseille, Parenthèses, 2006.
- L'Abécédaire de Marcel Roncayolo, livre d'entretiens entre Isabelle Chesneau et Marcel Roncayolo, Genève, InFolio, 2011.
- Territoires. Sous la direction de Marcel Roncayolo. Préface de Marie Vic-Ozouf-Marignier, Paris, Actes de la Recherches à l'ENS, 13, 2016.
- Le géographe dans sa ville, avec Sophie Bertrand de Balanda, Marseille, Parenthèses, 2016.